# Aeropuerto Internacional de Durban
El Aeropuerto Internacional de Durban (IATA: DUR, OACI: FADN), anteriormente el Aeropuerto Louis Botha, es un aeropuerto que se encuentra en Durban, Sudáfrica. Era el aeropuerto internacional de Durban entre 1951 y 2010, cuando fue reemplazado por el Aeropuerto Internacional Rey Shaka.
El aeropuerto todavía es una base aérea de la Fuerza Aérea Sudafricana.

## General
Es el más pequeño de los tres aeropuertos internacionales declarados de Sudáfrica, con una única pista bordeada por el Canal Umlazi al norte y polígonos industriales al sur.
Actualmente, un gran número de aerolíneas internacionales operan en Sudáfrica a través de Johannesburgo. Durban sufre un reducido número de pasajeros internacionales, debido a una escueta pista para el despegue. Irónicamente, la cercanía de Durban al nivel del mar significa, que una mayor pista, posibilitaría que los grandes aviones pudiesen despegar a máximo peso de despegue, un problema frecuente por las elevadas alturas de Johannesburgo.
En el año fiscal 2007 (abril de 2007-Marzo de 2008), el aeropuerto atendió a cerca de 4,4 millones de pasajeros.

## Accidentes e incidentes
- El 30 de junio de 1962, un Douglas DC-4 (registro ZS-BMH) operando un vuelo regular de South African Airways de Johannesburgo a Durban colisionó con un entrenador Harvard de la Fuerza Aérea Sudafricana. El DC-4 aterrizó de emergencia satisfactoriamente con 46 pasajeros y cinco tripulantes; el entrenador Harvard se estrelló, si bien, sus dos tripulantes salvaron la vida, lanzándose en paracaídas. El DC-4 fue posteriormente reparado.[2]
- El 28 de diciembre de 1973, un Douglas DC-3 (registro ZS-DAK) operado por Executive Funds perdió ambos motores cuando viraba para la aproximación final acabando en el Océano Índico. De los 22 pasajeros y tres tripulantes, sólo uno resultó muerto.[3]
- El 18 de junio de 2008, un Boeing 737-400 de British Airways (operado por Comair), operando como vuelo 6203 desde Johannesburgo, se salió de pista en el aeropuerto internacional de Durban mientras aterrizaba en unas adversas condiciones ambientales. El avión notificó que se encontraron con una bolsa de agua, provocando la salida hasta acabar con el tren derecho en la tierra. El incidente causó el cierre del aeropuerto tanto para llegadas como salidas durante varias horas. Los 87 pasajeros y seis tripulantes evacuaron el avión sin mayores incidentes.[4]

## Aviación
- NDB - DU393.0
- VOR - DNV112.5
- ATIS - 127.0